# Ayrton Senna
Ayrton Senna da Silva, brazilski dirkač, * 21. marec 1960, Sao Paulo, Brazilija, † 1. maj 1994, Imola, Italija.
Na dirki Formule 1 je prvič nastopil na Veliki nagradi Brazilije 1984, zadnjič pa na Veliki nagradi San Marina 1994 v Imoli. Skupno je nastopil na 161 dirkah. Zmagal je na 41 dirkah. Na prvem štartnem mestu je stal 65-krat, kar je do sedaj uspelo preseči le Michaelu Schumacherju in Lewisu Hamiltonu. Trikrat je postal svetovni prvak (sezone 1988, 1990, 1991). V karieri je zbral 614 točk.

## Prvi koraki
Ayrton je začel dirkati pri desetih letih, ko je dobil prvi gokart. Na prvi karting dirki je nastopil pri trinajstih. Iz te dirke je tudi zanimiva zgodba: »Spominjam se prve dirke. Bil sem najmlajši in ob tem najmanjši. Za štartna mesta se nismo potegovali na treningih, pač pa smo številke žrebali. Ker sem bil najmanjši, so mi dovolili, da izbiram prvi. Iz vreče sem potegnil enico. Tako sem že na svoji prvi dirki štartal s prvega mesta.« V Južni Ameriki je osvojil vse mogoče naslove. Nikdar pa ni postal svetovni prvak v kartingu. Največji uspeh je bilo dvakrat osvojeno drugo mesto.

## Vrnitev v Evropo
Formula Ford 1600
Ayrton se je odločil, da bo z dirkanjem v kartingu prenehal, saj bo le tako lahko prišel v Formulo 1. Odšel je v Anglijo in podpisal pogodbo z moštvom Formule Ford Van Diemen, katerega šef je bil Ralph Firman. Senna avtomobila ni bil vajen, a že na prvi dirki je s petim mestom dosegel lep uspeh. V nadaljevanju sezone pa ni imel pravih konkurentov ter z enajstimi zmagami postal prvak Formule Ford 1600.
Formula Ford 2000
Naslednje leto je iz Formule Ford 1600 prestopil v Formulo Ford 2000. Vozil je za moštvo Dennisa Rushena Rushen Green Racing. Tudi v tem razredu je brez konkurentov postal svetovni prvak. Zmagal je na dvaindvajsetih dirkah. 
Formula 3
Senna se je zavedal, da dirkanje v Formuli Ford ne bo dovolj, če želi dirkati v Formuli 1. Zato se je preselil v Formulo 3, kjer je dirkal za ekipo Dicka Benettsa. Tokrat je prvič imel resnega konkurenta. To je bil Martin Brundle. Senna je naslov prvaka slavil šele na zadnji dirki, po napetem boju z Brundlom. Zdaj je bil vstop v Formulo 1 pred vrati.

## Vstop vFormulo 1

### Toleman

#### Sezona 1984- prve stopničke
Ayrton se je odločil, da bo podpisal pogodbo z majhnim moštvom Toleman, ki se mu je zdel najboljša rešitev. Na prvi dirki v rodni Braziliji je odstopil. Prvo točko v F1 je osvojil na naslednji dirki v Kylamiju. Največji uspeh v sezoni je dosegel v dežju v Monaku, ko je zaostal le za Alainom Prostom. V tej sezoni je bil še dvakrat tretji. Za naslednjo sezono je podpisal pogodbo z Lotusom. 

### Lotus

#### Sezona 1985- prva zmaga
Naenkrat se je Senna znašel v položaju, kjer bi lahko dosegel kaj več, kot le kakšno uvrstitev na stopničke. Že na drugi dirki sezone za Veliko nagrado Portugalske je osvojil svoj prvi najboljši štartni položaj. Na dirki je vodil od štarta in zmagal prvič v karieri. To leto je zmagal še na Veliki nagradi Belgije. 

#### Sezona 1986- prebijanje k vrhu
V drugi sezoni pri Lotusu je želel še višje. Prvo zmago je dosegel na drugi dirki za Veliko nagrado Španije, kjer je za 14 tisočink sekunde ugnal Mansella. Slavil je še v Detroitu. Na koncu je skupno zasedel četrto mesto.

#### Sezona 1987– dokončna uveljavitev
Tretje leto pri Lotusu bi moralo pomeniti dokončen preboj. Največja sprememba je bila nov opremljevalec motorjev. Renaulta je zamenjala Honda. V tem letu je zmagal v Monaku in Detroitu. Naslednje leto pa se je preselil k drugemu najboljšemu moštvu tistega časa McLarnu, boljši dirkalnik je imel tedaj Williams.

### McLaren

#### Sezona 1988- prvi naslov z McLarnom
Njegov kolega v ekipi je bil Alain Prost, ki je bil veliko slavnejši. Senna je bil v ekipi vsaj na začetku sezone druga violina. Prvo zmago je dosegel v Imoli. Do dirke v Suzuki je slavil še šestkrat. 
Odločilna dirka v Suzuki
Pred to dirko je imel Brazilec pred Prostom majhno prednost v točkovanju svetovnega prvenstva. Na kvalifikacijah je osvojil najboljši štartni položaj. Senna je bil mojster tega početja. V karieri je bil na najboljšem štartnem položaju kar 65-krat. Na štartu pa se je ustavilo. Senni je ugasnil motor, a z veliko sreče ga je spravil k življenju in začel dirko z zadnjega mesta. Zelo hitro se je prebijal v ospredje. V petnajstem krogu je bil Senna že tretji. Pred njim sta bila le še Capelli in Prost. Capelli je kmalu obtičal s pokvarjenim menjalnikom. V sedemindvajsetem krogu je bilo prvenstvo odločeno. Senna je na štartno ciljni ravnini uspel švigniti mimo Prosta. S tem prehitevanjem je izpolnil življenjske sanje. Prvič je postal svetovni prvak Formule 1. Čeprav je med njima počilo že na dirki v Estorilu, so se prvi pravi spori šele začeli.

#### Sezona 1989- konec dobrega vzdušja
Senna je sezono začel z enajstim mestom v rodni Braziliji, ki mu tudi tokrat ni bila naklonjena. Že na naslednji dirki v Imoli je zagrmelo. Vse oči so bile uprte v nesrečo Gerharda Bergerja, ki je nekaj sekund gorel v razbitini svojega Ferrarija. Na srečo je dobil le opekline. Alain Prost je bil po dirki jezen kot ris in se kot drugi ni udeležil tiskovne konference. Pred sezono sta se Senna in Prost zmenila za nenapadanje do konca prvega ovinka. Je torej Brazilec prekršil pravilo? Ne. Senna je namreč prehitel Prosta v ovinku Tosa. Prost je kmalu spoznal, da je harmonije pri McLarnu konec, zato je napovedal odhod od ekipe iz Wokinga. Senna je v tem delu sezone zmagal šestkrat. Odločila pa je spet Suzuka.
Suzuka 1989 - konec prijateljstva med Senno in Prostom
Prost je imel pred to dirko majhno prednost pred Senno. Senna bi moral na obeh preostalih dirkah zmagati,če bi želel postati svetovni prvak. Senna je štartal z najboljšega štartnega položaja, a na štartu je bil Prost hitrejši. Do sedeminštiridesetega kroga je bilo tako, nakar je Senna poskusil v šikani. Prost se je zavedal, kaj pomeni trčenje. Postal bi svetovni prvak. Brezkompromisno je šel v ovinek po idealni liniji in oba sta obtičala sredi šikane. Prost je seveda izstopil zadovoljen, saj je postal svetovni prvak. Senna je mahal in varnostniki so ga porinili na stezo. Skozi pomožni izhod je prišel nazaj na stezo, v bokse je zapeljal po nov nos, prehitel Alessandra Nanninija in zmagal. A po pol ure je bilo Brazilčevega veselja konec. Dirkača s številko ena so diskvalificirali, zaradi tega, ker je obšel šikano. Senna je bil prepričan, da je žrtev francoske zarote, kajti predsednik FISE je bil Francoz Jean Marie Balestre. Po dirki je Prost še dejal: »Sennova težava je v tem, da ne more sprejeti poraza. Ne more živeti s tem, da je nekdo preprečil njegovo prehitevanje. Senna tvega tako veliko, ker ves čas misli, da je nepremagljiv, nesmrten.« Senno je to zelo prizadelo in njun odnos se v naslednjih letih ni več odtalil. 
Superlicenca v zadnjem trenutku
Za Brazilcem je bil zelo naporna zima. FIA je Senni zagrozila, da če do 15. februarja 1990 ne ovrže svojih kritičnih izjav, ki jih je izrekel ob zaključku prejšnje sezone z njim ne bo podpisala superlicence. Senna je moral do tega dne poravnati tudi 100000 dolarjev kazni. Kazen je plačal McLaren, njegovo opravičilo pa… Le uro kasneje so v Parizu napisali nov seznam, na katerem je bilo tudi Sennovo ime. Senna se je opravičil za svoje izjave in dobil superlicenco v zadnjem hipu.

#### Sezona 1990- nov ekipni kolega
Ker je Alain Prost odšel k Ferrariju, je novi sovoznik Ayrtona Senne postal Gerhard Berger. Senna je sezono začel z zmago v Phoenixu. V Braziliji mu spet ni uspelo zmagati, bil je tretji. V tej sezoni je zmagal v Monaku, Kanadi, Nemčiji, Belgiji in Italiji. Prav iz Italije pa je naslednji zanimiv dogodek.
Premirje med Senno in Prostom v Monzi
Po dirki v Monzi je sledila novinarska konferenca. Udeleženci so bili Senna, Prost in Berger, ki je hitro povedal svoje mnenje o dirki in odšel. Naenkrat sta ostala sovražnika sama. Po vseh odgovorih o potekih dirke je italijanski novinar vprašal: »Koliko časa bo potrebnega, da bosta zakopala bojni sekiri?« Sledila je dolga tišina. Prost: »Že na prvi dirki sezone sem Ayrtonu ponudil roko. Ni je sprejel.« Senna: »Nisem bil prepričan, da je iskren«. Pogledala sta se, si stisnila roke, v dvorani je zadonel aplavz.
Pred zadnjima dvema dirkama je bil Senna v boljšem položaju od Prosta. Senna je v soboto osvojil najboljši štartni položaj. Razočaranje ga je doletelo popoldne, ko je izvedel, da bo najhitrejši štartal z umazanega dela steze. Prost je bil drugi je bil tako spet na boljši strani. Senna se je počutil izigranega zato je pozno popoldne za boksi dejal: »Morda bom jutri svetovni prvak, še preden se bo dirka končala.« Stavek je marsikdo prezrl, šele po dirki so se spet spomnili nanj. Na štartu je bolje začel Prost. Potem pa se je verjetno kaznoval sam. Imel je skoraj celo dolžino avtomobila prednosti in lahko bi mirno zavil v desno, proti ovinku, vendar je pustil za slabo širino dirkalnika prostora. Tam se je vrinil Senna in tam ostal vse do ovinka. Ko je hotel Prost nazaj na idealno linijo, je bil Senna s konico dirkalnika v višini Prostove čelade. Naenkrat sta se oba znašla v pesku in prahu. Senna je vesel stekel do garaž, ki niso bile daleč in objel Rona Dennisa. Drugič je postal svetovni prvak. Na Senno so nekateri usuli plaz obtožb, češ da je namerno trčil v Prosta. A Senna se ni dal. Prost je dejal, da je Senna nor. Senna pa je Prosta označil za človeka, ki se nenehno pritožuje.
Prva zmaga v Braziliji
Na prvi dirki v Phoenixu je Senna zmagal. Nato pa je spet sledila njegova domača velika nagrada Brazilije v Sao Paolu. Štartal je s prvega mesta. Senna je vodil celo dirko. Zadnje štiri kroge je odpeljal v šesti prestavi, ker se mu je pokvaril menjalnik. Zdelo se je skoraj nemogoče, vendar je zmagal. Zmagal je prvič v rodni Braziliji. Tudi na naslednjih dveh dirkah v Imoli in Monaku je bil na prvem mestu. Zmagal je še na Madžarskem in Belgiji. Pred dirko v Suzuki je imel Senna pred Mansllom majhno prednost. 
Spet Suzuka
Tokrat je na Pole Positionu presenetljivo stal Berger. Na štartu je bil najhitrejši Avstrijec in pobegnil pred dvojcem Senna-Mansell. Toda Anglež je še enkrat hotel preveč in njegove sanje o naslovu prvaka so ostale zaprašene na pesku prvega ovinka, tam, kjer sta leto prej trčila Senna in Prost. Mansell je prehitro pripeljal v ovinek in Williamsa pred peskom ni mogel več rešiti. Senna je torej tretjič postal svetovni prvak. Še pred menjavo koles je Brazilec Bergerja prehitel. Tako je ostalo skoraj do konca dirke, ko je Senna v njegovih slušalkah zaslišal: »Reverse«. Upošteval je ukaz šefa moštva Rona Dennisa in Bergerju podaril zmago.

#### Sezona 1992– Nigelu Mansllu je končno uspelo
V sezoni 1992 Ayrton Senna ni igral odločilne vloge. McLaren je bil že precej slabši dirkalnik od Williamsa, zato se je moral Senna na večini dirki zadovoljiti z bojem za uvrstitev na stopničke, za kar se je navadno boril z Michaelom Schumacherjem. Nigel Mansellu ni bilo težko zmagati kar na prvih petih dirkah. Prvič je Senna v tem letu zmagal v Monaku, kjer je za nekaj centimetrov ugnal Mansella. Senna je zmagal še na Madžarskem, kjer je Mansell osvojil naslov svetovnega prvaka in v Italiji. Senna je bil ob koncu sezone le četrti in razumljivo je bil zelo razočaran. S koncem te sezone se je od Formule 1 poslovila Honda, kar je bil velik šok za McLaren. 

#### Sezona 1993– Zadnja sezona pri McLarnu
Nov dobavitelj motorjev je bil Ford. Senna se je zavedal, da s Fordovimi motorji ne bo dosegel veliko. Na prvi dirki v Kyalamiju je bil drugi za Prostom. Že na naslednji dirki v Sao Paolu je zmagal. 
Najboljša dirka v življenju=
Na delno deževni dirki v Doningtonu je Senna štartal s četrtega mesta. Že po prvem krogu se je prebil na prvo mesto in na koncu zmagal skoraj s krogom prednosti pred vsemi. Čeprav to mnogi štejejo za njegovo najboljšo dirko v karieri, pa je sam na tako namigovanje odgovoril: »Bilo je lahko, zaradi sistema proti zdrsu pogonskih koles.« V tej sezoni je Senna zmagal še v Monaku, na Japonskem in v Avstraliji. Dirka v Avstraliji je bila njegova zadnja dirka pri McLarnu. Podpisal je pogodbo z Williamsom.

### Williams
Sezona se je začela v Braziliji. Senna je stal na najboljšem štartnem položaju. Sredi dirke ga je prehitel Michael Schumacher v Bennetonu. Senna se je v lovu za njim, v preveliki želji zavrtel in odstopil. Na naslednji dirki v Aidi, je spet štartal s prvega mesta. Dirke pa je bilo zanj konec po 200 metrih, ko ga je s steze izrinil Mika Häkkinen. Pred naslednjo dirko je bil tako zaostanek za Schumacherjem že 20 točk.

#### Najbolj črn vikend v zgodovini Formule 1 -Imola 1994
Petek
Na prostem treningu v petek se je hudo raztreščil Rubens Barrichello. Silovito je treščil v zaščitne gume. Le takratnemu prvemu zdravniku Formule 1 Dr. Sidu Watkinsu se lahko zahvali, da je preživel. Namreč po trčenju je obležal nezavesten in le Dr. Watkins ga je rešil pred zadušitvijo z lastnim jezikom. Tako je končal le z zlomljeno roko, s tem pa so se nesreče šele začenjale.
Sobota
V soboto je dirkaču Simtek-Forda Rolandu Ratzenbergerju po 16 minutah kvalifikacij v izhodu iz ovinka Tamburello počilo zadnje krilce in z veliko hitrostjo se je v ovinku Villenevue, zaletel v betonski zid. Pol ure za tem je bil Ratzenberger tudi uradno mrtev. Zlomljen tilnik je preprečil kakršnokoli nadaljnje upanje.
Nedelja
Ayrton je bil po vseh dogodkih, ki so se zgodili v tem dirkaškem vikendu, pretresen. Hotel se je odpovedati nastopu na dirki, a so ga vendarle prepričali, naj štarta. Na štartu je obdržal prvo mesto pred Michaelom Schumacherjem, oba pa nista videla nesreče v ozadju, ko je Pedro Lamy trčil v stoječega J.J. Lehta. Zaradi tega so 5 krogov vozili za varnostnim avtomobilom. Ob letečem štartu je bil spet najbolj eksploziven Senna. Schumacher je bil znova takoj za njim, že v prvem krogu nadaljevanja dirke pa je bilo opaziti močno iskrenje izza Sennovega Williams Renaulta. »Sennov avto je bil zelo nizek, iskre pa so kar frčale naokoli, pa še zelo ga je zanašalo iz vsakega ovinka«, je ta edini pravi dirkaški krog opisal kasnejši zmagovalec Schumacher. V začetku naslednjega kroga je Senni v ovinku Tamburello počila cev, ki povezuje kolesa in volan, zato ga je  odneslo na desno. Kljub ostremu zaviranju je s 305 km/h trčil v betonski zid, ki ločuje dirkališče od potoka. Po vsem sodeč bi preživel, če ne bi bilo delčka vzmetenja, ki mu je prebil čelado. Že čez minuto ali dve je bil pri poškodovanem Senni prof. Sid Watkins. Senna se je premaknil, kar je bil žarek upanja, a že v naslednjem trenutku, ko so mu sneli čelado, se je izpod nje ulil potok krvi. Ayrtona so naložili v helikopter, ki je zdrvel proti Bolonjski bolnišnici. Ob 18:40 so tudi uradno potrdili smrt Ayrtona Senne.

## Zaključek
Ayrton Senna je bil hiter, brezkompromisen in agresiven dirkač, včasih pa je šel tudi čez mejo športnosti za uspeh. A mu še posebej po smrti to le redki očitajo, vendar je ravno zaradi razmeroma velikega števila trčenj morda izgubil še kakšen naslov prvaka. Za mnoge navijače velja za najboljšega dirkača vseh časov in je še vedno zelo priljubljen, še posebej pa se je odlikoval v vožnji po mokri stezi in po odličnih kvalifikacijskih krogih s katerimi je osvojil kar 65 najboljših štartnih položajev. Njegovi nepozabni dvoboji s Alainom Prostom bodo za vedno ostali zapisani v zgodovino Formule 1 kot eno najzanimivejših obdobij.

## Popolni rezultati Formule 1
(legenda) (odebeljene dirke pomenijo najboljši štartni položaj, poševne pa najhitrejši krog, †-uvrščen kljub odstopu)
| Leto | Moštvo                         | Šasija         | Motor       | 1       | 2       | 3       | 4       | 5       | 6        | 7       | 8        | 9       | 10    | 11      | 12      | 13      | 14      | 15      | 16      | Prv | Toč     |
| ---- | ------------------------------ | -------------- | ----------- | ------- | ------- | ------- | ------- | ------- | -------- | ------- | -------- | ------- | ----- | ------- | ------- | ------- | ------- | ------- | ------- | --- | ------- |
| 1984 | Toleman Group Motorsport       | Toleman TG183B | Hart S4     | BRA Ret | JAR 6   | BEL 6   | SMR DNQ |         |          |         |          |         |       |         |         |         |         |         |         | 9.  | 13      |
| 1984 | Toleman Group Motorsport       | Toleman TG184  | Hart S4     |         |         |         |         | FRA Ret | MON 2    | KAN 7   | VZDA Ret | ZDA Ret | VB 3  | NEM Ret | AVT Ret | NIZ Ret | ITA     | EU Ret  | POR 3   | 9.  | 13      |
| 1985 | John Player Special Team Lotus | Lotus 97T      | Renault V6  | BRA Ret | POR 1   | SMR 7   | MON Ret | KAN 16  | VZDA Ret | FRA Ret | VB 10    | NEM Ret | AVT 2 | NIZ 3   | ITA 3   | BEL 1   | EU 2    | JAR Ret | AVS Ret | 4.  | 38      |
| 1986 | John Player Special Team Lotus | Lotus 98T      | Renault V6  | BRA 2   | ŠPA 1   | SMR Ret | MON 3   | BEL 2   | KAN 5    | VZDA 1  | FRA Ret  | VB Ret  | NEM 2 | MAD 2   | AVT Ret | ITA Ret | POR 4   | MEH 3   | AVS Ret | 4.  | 55      |
| 1987 | Camel Team Lotus Honda         | Lotus 99T      | Honda V6    | BRA Ret | SMR 2   | BEL Ret | MON 1   | VZDA 1  | FRA 4    | VB 3    | NEM 3    | MAD 2   | AVT 5 | ITA 2   | POR 7   | ŠPA 5   | MEH Ret | JAP 2   | AVS DSQ | 3.  | 57      |
| 1988 | Honda Marlboro McLaren         | McLaren MP4/4  | Honda V6    | BRA DSQ | SMR 1   | MON Ret | MEH 2   | KAN 1   | VZDA 1   | FRA 2   | VB 1     | NEM 1   | MAD 1 | BEL 1   | ITA 10  | POR 6   | ŠPA 4   | JAP 1   | AVS 2   | 1.  | 90 (94) |
| 1989 | Honda Marlboro McLaren         | McLaren MP4/5  | Honda V10   | BRA 11  | SMR 1   | MON 1   | MEH 1   | ZDA Ret | KAN 7    | FRA Ret | VB Ret   | NEM 1   | MAD 2 | BEL 1   | ITA Ret | POR Ret | ŠPA 1   | JAP DSQ | AVS Ret | 2.  | 60      |
| 1990 | Honda Marlboro McLaren         | McLaren MP4/5B | Honda V12   | ZDA 1   | BRA 3   | SMR Ret | MON 1   | KAN 1   | MEH 20   | FRA 3   | VB 3     | NEM 1   | MAD 2 | BEL 1   | ITA 1   | POR 2   | ŠPA Ret | JAP Ret | AVS Ret | 1.  | 78      |
| 1991 | Honda Marlboro McLaren         | McLaren MP4/6  | Honda V12   | ZDA 1   | BRA 1   | SMR 1   | MON 1   | KAN Ret | MEH 3    | FRA 3   | VB 4     | NEM 7   | MAD 1 | BEL 1   | ITA 2   | POR 2   | ŠPA 5   | JAP 2   | AVS 1   | 1.  | 96      |
| 1992 | Honda Marlboro McLaren         | McLaren MP4/6B | Honda V12   | JAR 3   | MEH Ret |         |         |         |          |         |          |         |       |         |         |         |         |         |         | 4.  | 50      |
| 1992 | Honda Marlboro McLaren         | McLaren MP4/7A | Honda V12   |         |         | BRA Ret | ŠPA 9   | SMR 3   | MON 1    | KAN Ret | FRA Ret  | VB Ret  | NEM 2 | MAD 1   | BEL 5   | ITA 1   | POR 3   | JAP Ret | AVS Ret | 4.  | 50      |
| 1993 | Marlboro McLaren               | McLaren MP4/8  | Ford V8     | JAR 2   | BRA 1   | EU 1    | SMR Ret | ŠPA 2   | MON 1    | KAN 18  | FRA 4    | VB 5    | NEM 4 | MAD Ret | BEL 4   | ITA Ret | POR Ret | JAP 1   | AVS 1   | 2.  | 73      |
| 1994 | Rothmans Williams Renault      | Williams FW16  | Renault V10 | BRA Ret | PAC Ret | SMR Ret | MON     | ŠPA     | KAN      | FRA     | VB       | NEM     | MAD   | BEL     | ITA     | POR     | EU      | JAP     | AVS     | -   | 0       |